# Nāḩiyat Mahīn
Nāḩiyat Mahīn (arabiska: ناحية مهين) är ett subdistrikt i Syrien.   Det ligger i provinsen Homs, i den centrala delen av landet, 110 km nordost om huvudstaden Damaskus.
Trakten runt Nāḩiyat Mahīn är ofruktbar med lite eller ingen växtlighet. Runt Nāḩiyat Mahīn är det glesbefolkat, med 14 invånare per kvadratkilometer.